# 慕篤瑪茹
慕篤瑪茹（噶瑪蘭語：Mutumazu），亦作穆篤瑪蘇或姆杜瑪如，是台灣噶瑪蘭族神話中的女神，下凡來教導族人農耕的方法，為人類的始祖之一。

## 傳說

### 下凡
傳說過去宇宙中只有身為女神的慕篤瑪茹和身為人類的希阿高（Siangaw / Siakau），當時大地上種不出可以吃的東西，希阿高因此生活很辛苦，在天上不忍心看他挨餓的慕篤瑪茹因此下凡來到人間，交給希阿高稻米、並教導他開闢農田和種稻米的方法，後來兩人結婚、並生下了一個孩子。

### 喪子
後來為了要管理農作物，慕篤瑪茹把孩子交給希阿高照顧，並且囑咐他小孩子哭時不可以給他吃螃蟹（Qanaw），可是當孩子真正哭起來時，希阿高卻懶得哄他，所以給他吃螃蟹，回到家後的慕篤瑪茹發現丈夫沒有遵守諾言，連忙使用法術取出螃蟹並罵了他一頓，並且提議由自己照顧小孩，而希阿高去種田，但希阿高說種田不是男人該做的事情所以也不肯下田，沒辦法她只能重回田裡，並吩咐希阿高如果孩子哭的話就把他抱到田裡，自己來餵奶，但當孩子再次哭起來時，希阿高又懶得把他揹到田裡，所以給孩子吃了更多螃蟹，當慕篤瑪茹回到家時，孩子已經因為被螃蟹剪斷了腸子而死了。

### 後續
關於慕篤瑪茹後來的去向有不同版本，有說法認為她憤怒之下燒起柴火、藉由白煙帶著小孩的屍體回到天上，再也沒有回到人間；也有說法認為她因為思念孩子，準備了飯菜給孩子的亡魂吃，而這就是亡魂祭儀式巴都干（Paturqan，算是一種喪禮）的由來。

## 文化
噶瑪蘭族部落裡的女巫師（Mtiu）被視為是慕篤瑪茹在人間的代理人，她們是由慕篤瑪茹透過夢親自選出來的，會在舉辦儀式時呼喊慕篤瑪茹的尊稱希拉瑪伊（Salamai）、模仿她的行為幫助族人，並透過儀式的歌謠來感謝她拯救族人的事蹟，儀式期間也必須恪守神話中的禁忌，不能吃螃蟹和鹽巴，只能吃米食、喝洗米水。

## 現代研究
有人認為神話中作為男人的希阿高會飢餓、愚蠢，是代表著男性在噶瑪蘭社會中的「無權力」，而擁有並知道怎麼種植稻米的慕篤瑪茹則是凸顯了女性的神聖與優越性，化解飢荒危機的稻米對噶瑪蘭族人而言也不只是作物，而是一種神聖、秩序和幸運的象徵。